# Маташев, Шамиль Абубакарович
Шамиль Абубакарович Маташев (род. 5 мая 1990, Грозный) — российский чеченский боксёр, бронзовый призёр чемпионата России 2010 года, мастер спорта России (2009). Начал заниматься боксом в 2003 году. Был членом юниорской сборной России. Выступал в весовой категории до 81 кг. Тренировался под руководством Мовлади Массаева в Автуринской ДЮСШ Шалинского района и Беслана Кадырова. Выпускник Чеченского государственного университета.

## Спортивные результаты
- Первенство Вооружённых Сил России 2010 года — ;
- Чемпионат России по боксу 2010 года — ;
- Турнир памяти Ахмата Кадырова 2012 года — ;[3]
- Чемпионат СКФО по боксу 2013 года — ;